# Trachyliopus multifasciculatus
Trachyliopus multifasciculatus är en skalbaggsart som först beskrevs av Stefan von Breuning 1940.  Trachyliopus multifasciculatus ingår i släktet Trachyliopus och familjen långhorningar.
Artens utbredningsområde är Madagaskar. Inga underarter finns listade i Catalogue of Life.